# Foča (miasto Doboj)
Foča (cyr. Фоча) – wieś w Bośni i Hercegowinie, w Republice Serbskiej, w mieście Doboj. W 2013 roku liczyła 128 mieszkańców.